# Église au pays de Galles

Drapeau de l'église

L'Église au pays de Galles (en anglais : Church in Wales, en gallois : Yr Eglwys yng Nghymru) est une Église anglicane au pays de Galles. Elle est membre de la Communion anglicane, et adhère également à la Communion de Porvoo. En 2018, l'Église regroupait 42 441 fidèles.

## Histoire
Elle s'est dissociée de l'Église d'Angleterre à la suite du Welsh Church Act de 1914, devenu effectif en 1920. Contrairement à l'église dont elle est issue, l'Église au pays de Galles n'est pas une religion d'État.
En septembre 2013, l'Église au pays de Galles vote pour permettre l'accession des femmes à l'épiscopat. C'est alors la seule église anglicane du Royaume-Uni qui accepte de consacrer des évêques femmes.

## Diocèses
Elle comprend six diocèses :
- Bangor (évêque de Bangor) ;
- St Asaph (évêque de St Asaph) ;
- St David's (évêque de St David's) ;
- Llandaff (évêque de Llandaff) ;
- Monmouth (évêque de Monmouth), fondé en 1921 ;
- Swansea et Brecon (évêque de Swansea et Brecon), fondé en 1923.

## Dirigeants
L’archevêque du pays de Galles est choisi parmi les six évêques par ses pairs. Il continue à occuper son siège diocésain en plus de sa charge de primat. Depuis 2025, la fonction est exercée par Cherry Vann, évêque de Monmouth.